# USS Peleliu (LHA-5)
USS Peleliu (LHA-5) byla vrtulníková výsadková loď Námořnictva Spojených států amerických. Byla to pátá a poslední postavená jednotka třídy Tarawa.

## Design a konstrukce lodi
Loď Peleliu se původně měla jmenovat USS Khe Sanh a poté USS Da Nang. Kýl byl položen v roce 1976 v loděnici Ingalls Shipbuilding ve městě Pascagoula ve státě Mississippi. Peleliu byla spuštěna na vodu 25. listopadu 1978 a dne 3. května 1980 byla uvedena do služby. První velitelem lodi se stal Thomas Paul Scott.

## Služba

### 80. léta 20. st.

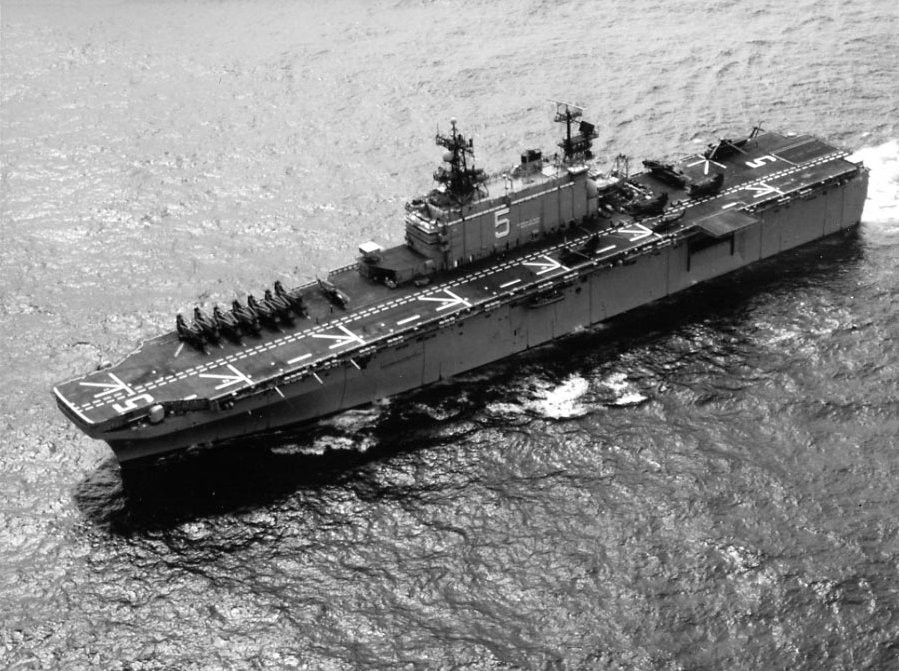
USS Peleliu v Pacifiku v roce 1984

Peleliu se po uvedení do služby okamžitě vydala na jih a proplula Panamským průplavem do Tichého oceánu. Rovník loď poprvé překonala 27. května 1980, čímž vytvořila nový rekord v době mezi uvedením americké válečné lodi do provozu a jejím přeplutím na jižní polokouli. Peleliu poté doplula do námořního přístavu Long Beach v Kalifornii.
Po zemětřesení v Loma Prieta 17. října 1989 byla Peleliu jednou z 24 lodí Námořnictva Spojených států amerických a Military Sealift Command, které poskytly pomoc. Peleliu poskytla přístřeší 300 obětem a poskytla podporu vrtulníky.

### 90. léta 20. st.

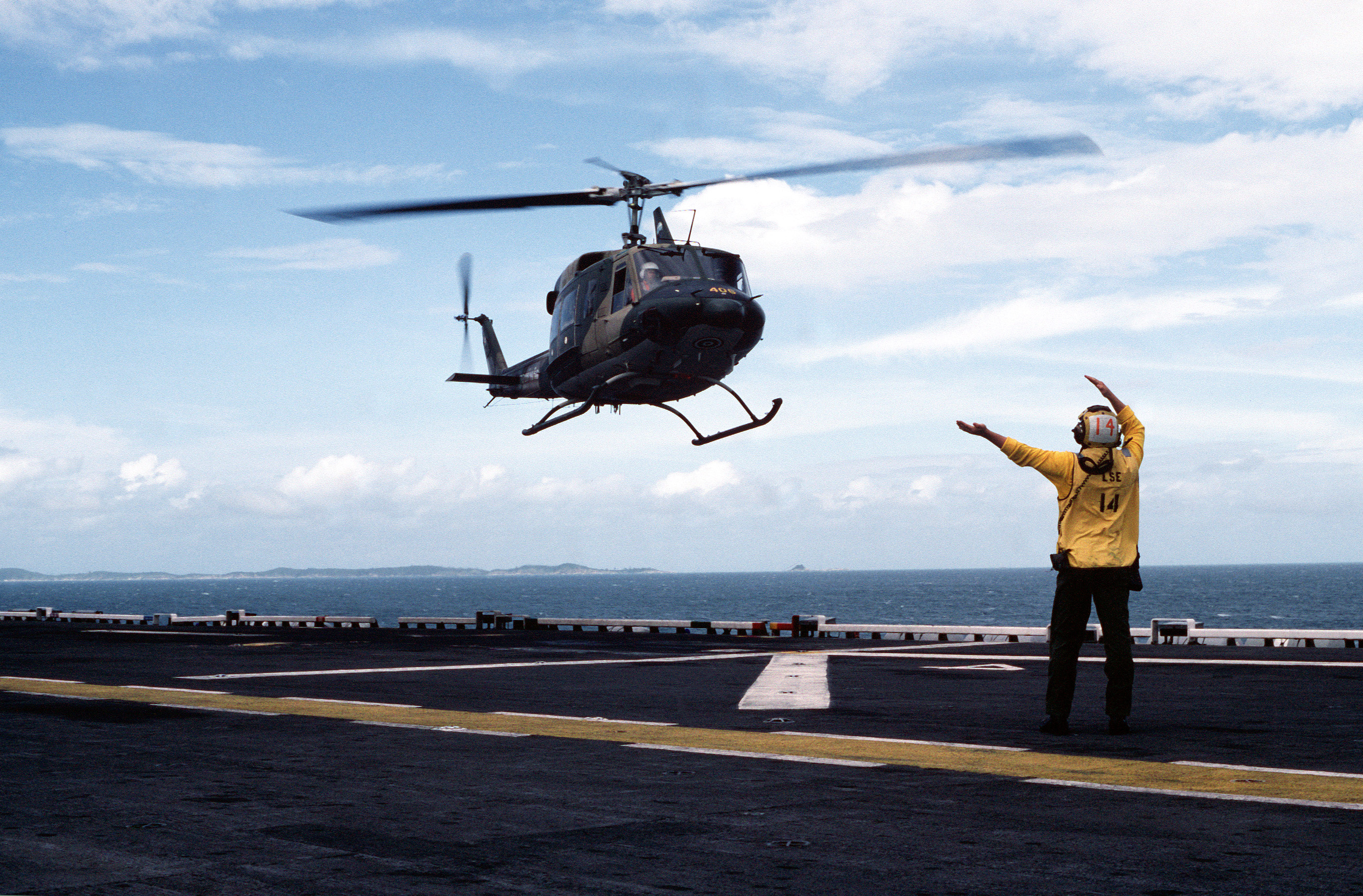
Thajská helikoptéra UH-1N Iroqouis přistávající na USS Peleliu během americko-thajského cvičení Cobra Gold '90

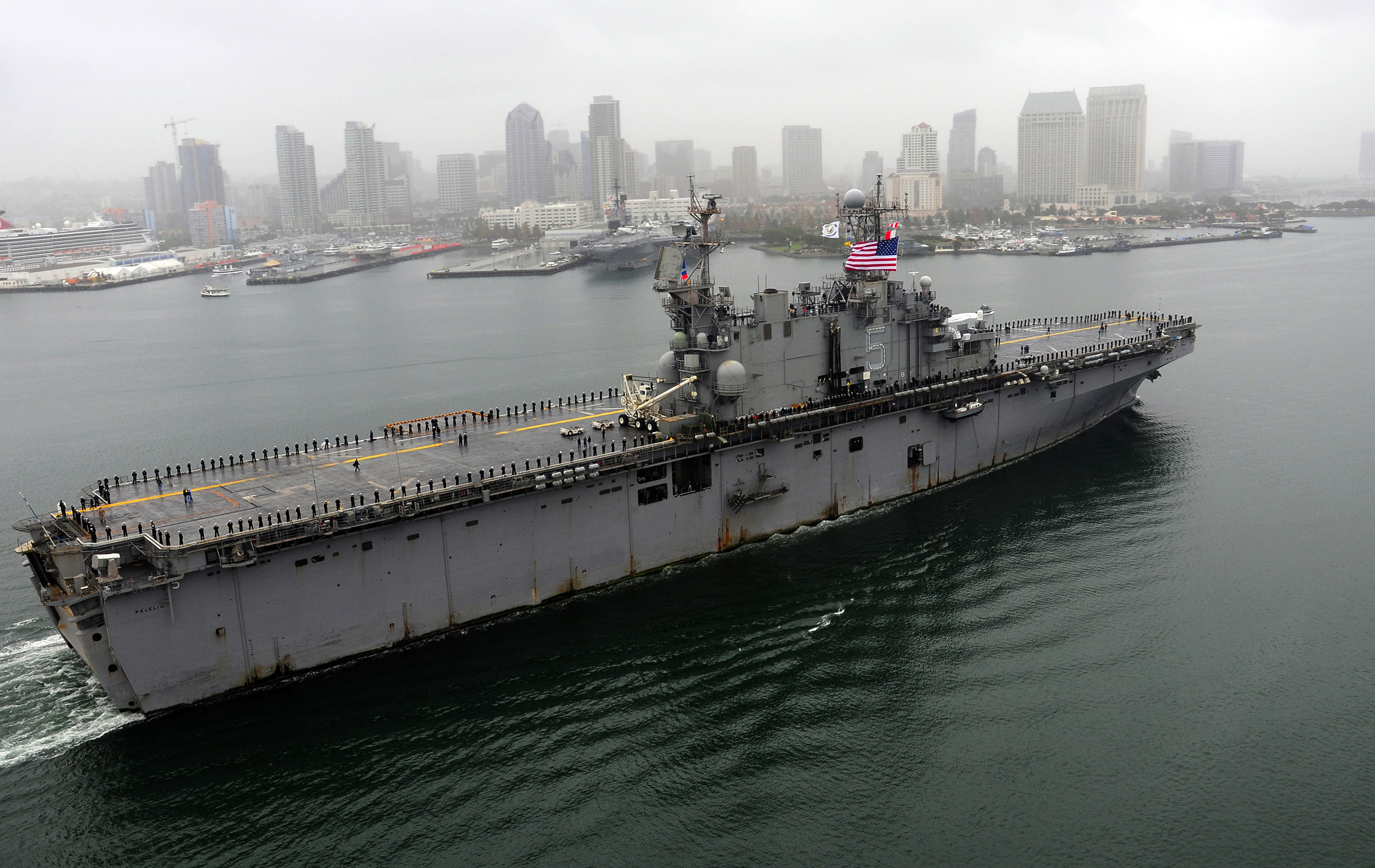
USS Peleliu ve svém domovském přístavu v San Diegu

V lednu 1990 byla Peleliu znovu nasazena v západním Pacifiku. Loď se spolu se svou bojovou skupinou účastnila mnohonárodních cvičení, včetně cvičení Team Spirit se silami Námořnictva Korejské republiky a cvičení Cobra Gold v Thajsku. V červenci se Peleliu vrátila domů na námořní stanici Long Beach. USS Peleliu (LHA-5) do války v Zálivu zpočátku nasazena nebyla. Z Long Beach nakonec odplula v květnu 1991, aby podpořila probíhající americké operace na Blízkém východě. V červnu 1991 byla při cestě do Perského zálivu odkloněna, protože se podílela na evakuaci Američanů z námořní základny Subic Bay po výbuchu sopky Mount Pinatubo. Součástí této evakuace byl i odvoz většiny pacientek z porodnice v námořní nemocnici v Subic Bay, a proto se na palubě odehrálo několik porodů. Tato erupce byla jednou z největších za posledních 100 let a pokryla rozsáhlou oblast Filipín sopečným popelem a způsobila rozsáhlé škody na amerických vojenských základnách v oblasti, včetně námořní stanice Subic Bay, námořní letecké stanice Cubi Point a letecké základny Clark.
Po návratu do domovského přístavu v Long Beach prošla Peleliu rozsáhlou rekonstrukcí v suchém doku. V květnu 1992 byla opět na vodě a 21. ledna 1994 prošla opravami a inspekcemi pro své další nasazení v západním Pacifiku. Během tohoto období změnila domovský přístav na námořní přístav v San Diegu. Po zastávkách v Pearl Harboru a Singapuru se vydala do somálského Mogadiša, aby se zúčastnila operace Continue Hope a operace Quick Draw. Na místo dorazila kolem 3. března 1994 a následující tři měsíce strávila podporou operací v oblasti. Při pobřeží Mombasy se účastnila operace Distant Runner na hranicích Rwandy a Burundi. Ve vesnicích Kipini a Witu v Keni se uskutečnily lékařské a zubní programy (MEDCAP, DENCAP), které poskytovaly lékařské a zubní služby místním civilistům. Ze Somálska odjela 4. června 1994 do australského Perthu na návštěvu přístavu. Dne 30. června 1994 Peleliu uctila památku padlých u pobřeží ostrova Peleliu, kde před 50 lety Američané přišli o 1 794 mužů a dalších 8 010 zraněných nebo ztracených v boji proti přibližně 11 000 Japoncům, z nichž jen velmi málo bylo v bitvě o Peleliu zajato živých.
Od 26. října do 27. listopadu 1999 byla Peleliu nasazena u Východního Timoru jako součást mírové jednotky INTERFET pod vedením Austrálie.

### 0. léta 21. st.
Peleliu odplula ze San Diega v srpnu 2001 s 15. expediční jednotkou námořní pěchoty na šestiměsíční misi v západním Pacifiku. Během útoků z 11. září se nacházela v australském přístavu Darwin. Po těchto útocích byla Peleliu vyslána do severní části Arabského moře a 26. listopadu 2001 odvezla první jednotky americké námořní pěchoty do Afghánistánu v rámci operace Trvalá svoboda. Poté, co byl v Afghánistánu zajat americký tálibánec John Walker Lindh, byl 14. prosince 2001 vzat na palubu Peleliu. Tam byl vyslýchán zpravodajským týmem americké námořní pěchoty. Během pobytu na palubě Lindh podepsal přiznání a svým vyšetřovatelům sdělil, že není pouhým členem Tálibánu, ale plnohodnotným členem Al-Káidy. Lindh byl operován, aby mu byla odstraněna kulka v noze, a byl také ošetřen kvůli omrzlinám na prstech u nohou.
Během nasazení v rámci operace Irácká svoboda v roce 2004 a jako vlajková loď úderné skupiny zachytily válečné lodě na moři v Indickém oceánu nepřátelský člun a zadržely 15 osob. Odhaduje se, že po zadržení člunu v Arabském moři bylo americkými a australskými válečnými loděmi zabaveno 1 300 kg hašiše. Peleliu byla nasazena po dobu devíti měsíců a podporovala letecké údery do Iráku. Námořní pěchota z vysazená z Peleliu se účastnila pozemních operací v jižním Iráku.
Od 23. května do 20. září 2007 se Peleliu plavila na podporu mise Pacific Partnership. Tato mise zahrnovala zdravotnické, stomatologické, stavební a další programy humanitární pomoci na pevnině i na vodě na Filipínách, ve Vietnamu, Papui Nové Guineji, Šalamounových ostrovech a na Marshallových ostrovech. Zdravotnický personál na palubě lodi Peleliu zahrnoval týmy z amerického námořnictva a deseti dalších zemí a také ze tří soukromých asistenčních organizací.
V roce 2008 byla Peleliu vyslána do Indického oceánu na podporu operací Irácká svoboda, Trvalá svoboda a protipirátských operací. Dne 10. srpna 2008 reagovala Peleliu na nouzové volání obchodní lodi Gem of Kilakari, která byla napadena ozbrojenými piráty v Adenském zálivu. Útok pirátů byl potlačen bez zranění.

### 10. léta 21. st.

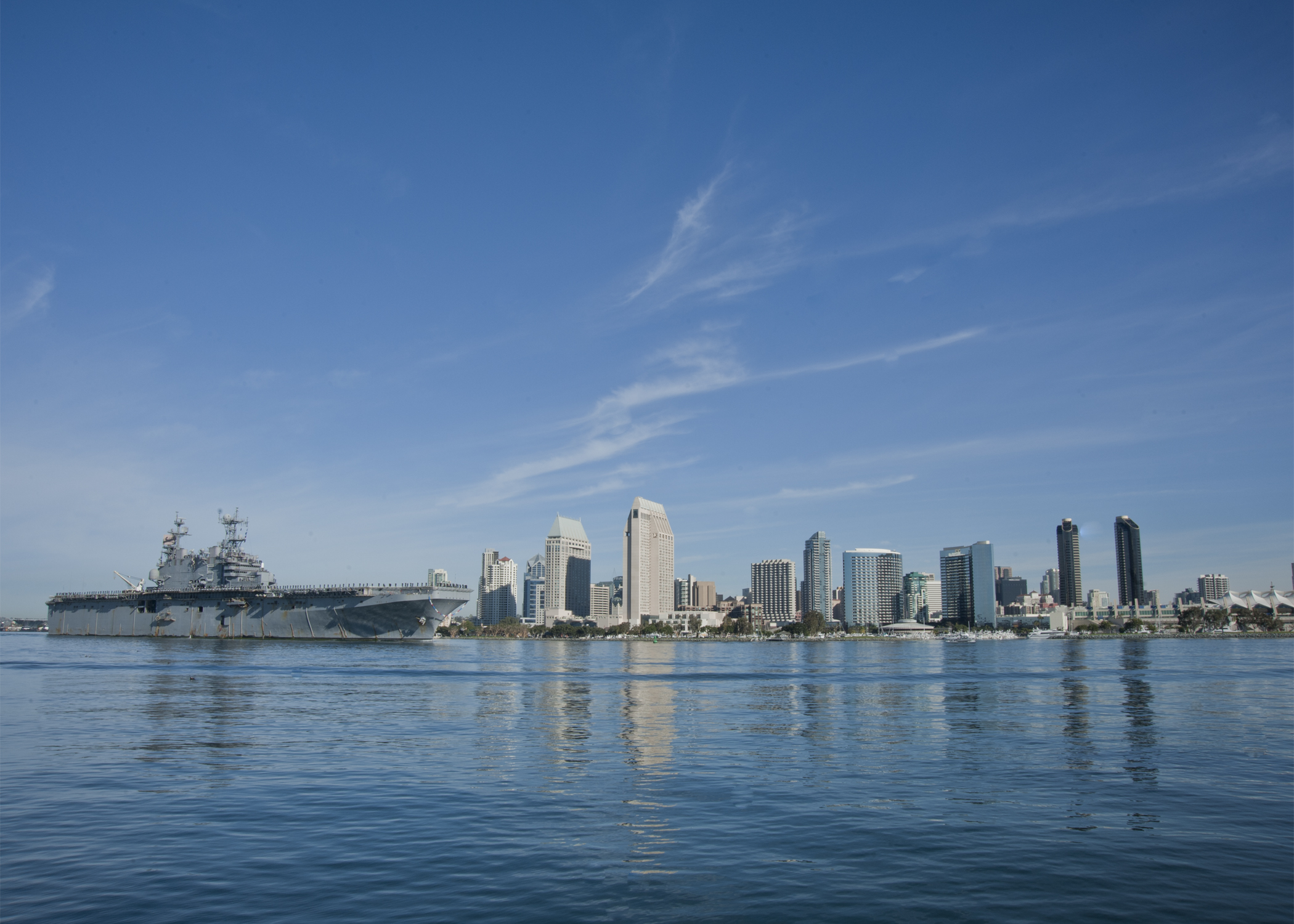
Peleliu v domovském přístavu v San Diegu v prosinci roku 2014

V srpnu 2010 byla Peleliu vyslána do pákistánského přístavu Karáčí, aby použila 19 svých vrtulníků k záchranným pracím během rozsáhlých povodní v jižním Pákistánu, které byly do té doby nejhorší v historii Pákistánu. Během tohoto nasazení byl kapitán David Schnell, velící důstojník USS Peleliu (LHA-5), zbaven velení, protože se nepřiměřeně znal s několika členy posádky. Kapitán Mark E. Cedrun nahradil kapitána Schnella ve funkci velitele Peleliu.
Dne 24. listopadu 2010 Peleliu zakotvila ve volné přístavní zóně Subic Bay při své první návštěvě od evakuace námořnictvem v roce 1991. Toto nasazení zahrnovalo také návštěvy přístavů: Námořní základna Guam, Apra Harbor na Guamu, Darwin v Austrálii, Dubaj ve Spojených arabských emirátech, Phuket v Thajsku a Pearl Harbor na Havaji, než se 18. prosince 2010 vrátila do domovského přístavu v San Diegu v Kalifornii.
14. května 2013 se Peleliu po osmiměsíčním nasazení vrátila do domovského přístavu v doprovodu lodí USS Green Bay (LPD-20) a USS Rushmore (LSD-47).

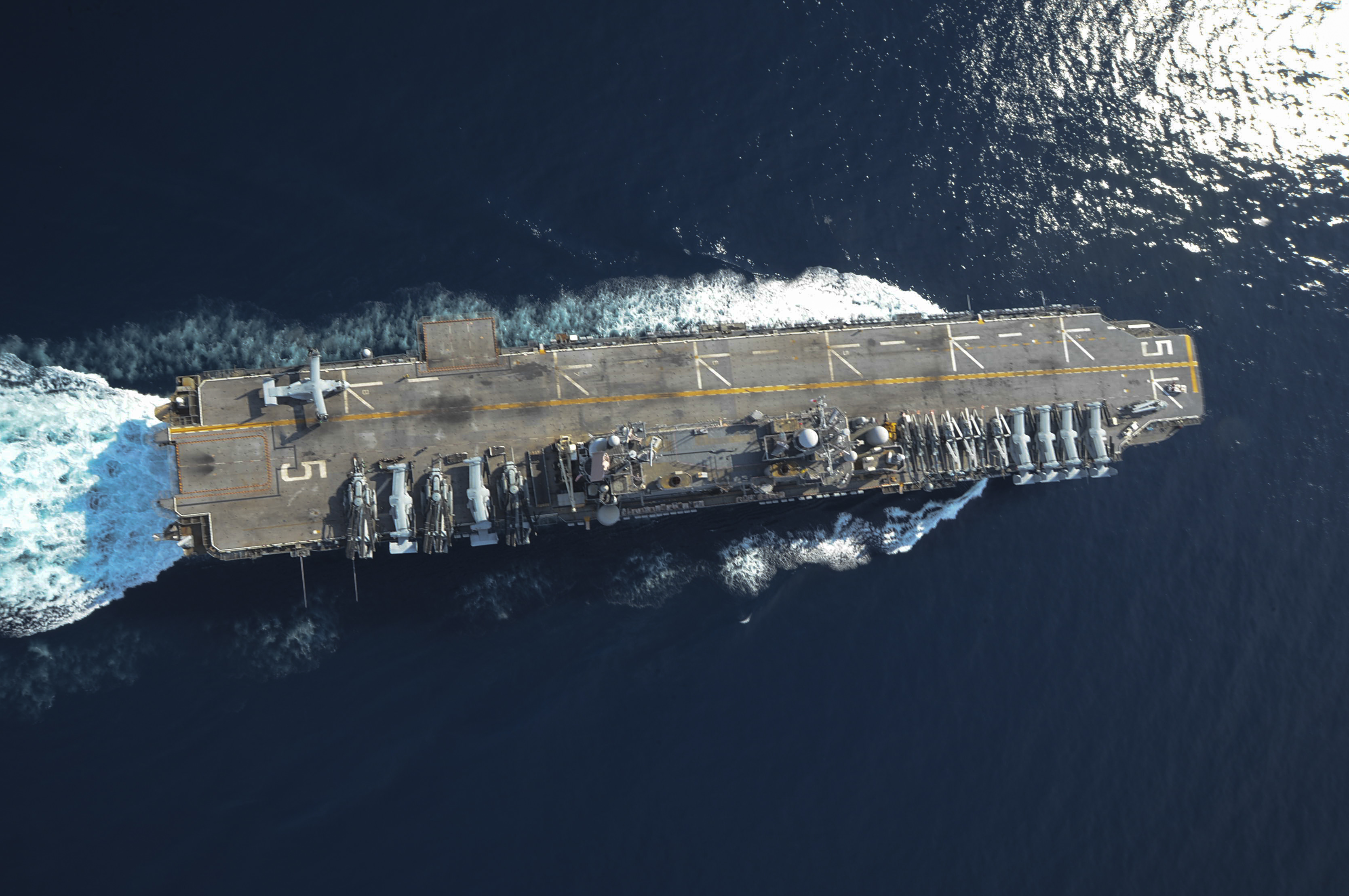
Peleliu v Jihočínském moři v říjnu 2014

V únoru 2014 byla Peleliu nasazena do západního Pacifiku. Loď navštívila řadu přístavů včetně Apra Harbor na Guamu, Sasebo a Okinawu v Japonsku, Subic Bay na Filipínách a Singapur. Během těchto návštěv se posádka lodi Peleliu utkala s týmy partnerských zemí při různých sportovních akcích a účastnila se projektů zaměřených na vztahy s komunitou. V průběhu nasazení Peleliu překonala přibližně 50 000 km a provedla bezpečné vyproštění a vyzvednutí více než 50 výsadkových plavidel Utility, 30 výsadkových plavidel Air Cushion a 25 přesunů obojživelných útočných vozidel z lodi na břeh.
USS Peleliu byla přidělena k 7. loďstvu a společně s USS Germantown vytvořily obojživelnou bojovou skupinu (anglicky Amphibious ready group, zkráceně ARG). Během svého nasazení prováděla ARG bezpečnostní a stabilizační operace a cvičení v celém indicko-asijsko-pacifickém regionu, včetně obojživelného vyloďovacího cvičení (PHIBLEX) 15 a dalších cvičení námořní spolupráce s partnerskými zeměmi.
Od června do srpna 2014 se Peleliu účastnila námořního cvičení RIMPAC 2014.

## Výzbroj

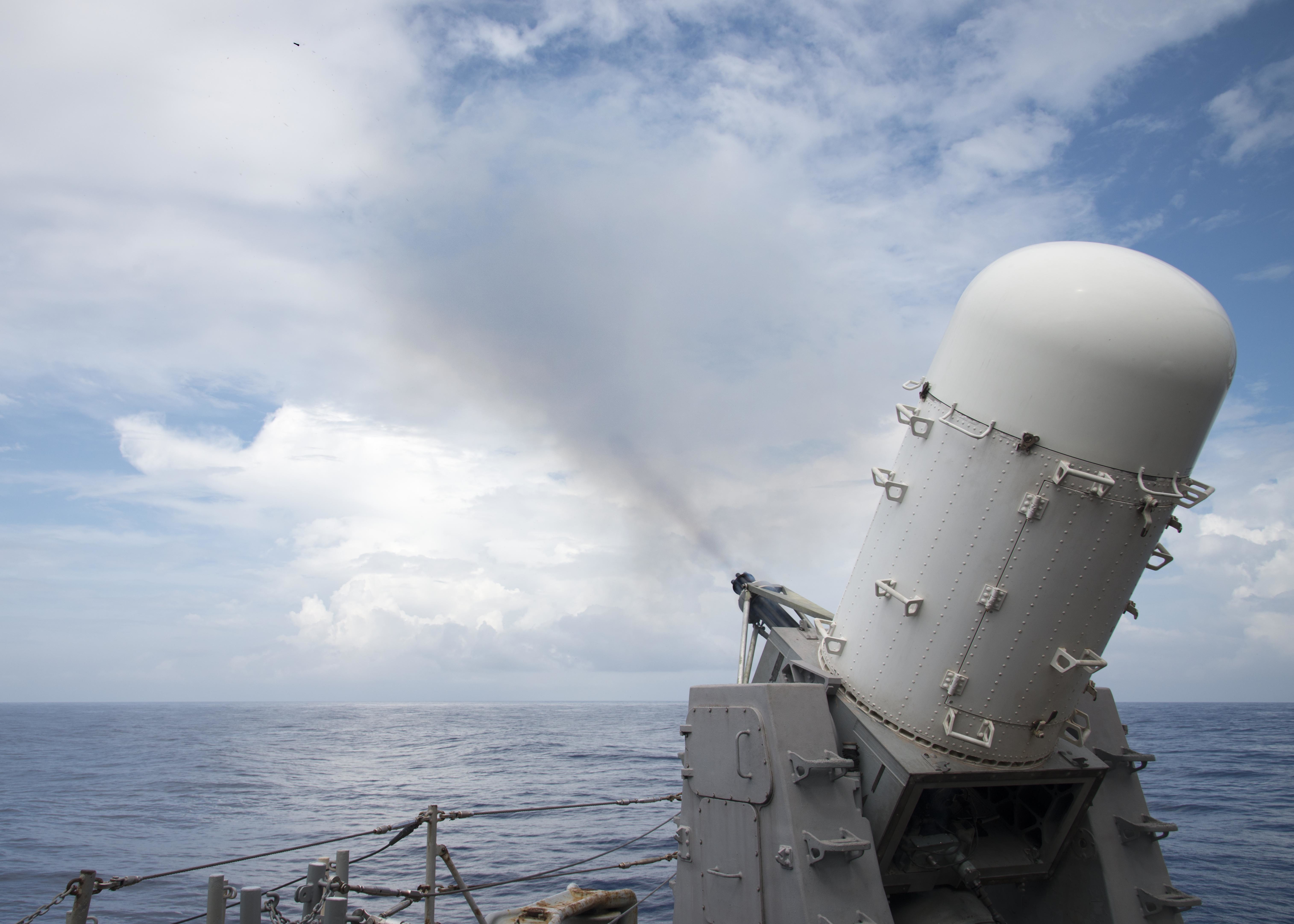
Mk 15 Phalanx při palbě

### Květen 1980
Loď byla vyzbrojena třemi 127mm lodními kanóny Mk 45 a dvěma osmihlavňovými odpalovacími zařízeními Mk 25, které byly určeny pro odpalování protiletadlových řízených střel RIM-7 Sea Sparrow. Peleliu byla ještě vybavena šesti 20mm kanóny Mk 16.

### 90. léta
Po modernizaci výzbroje v 90. letech Peleliu disponovala čtyřmi 25mm automatickými kanóny Mk 38, třemi 12,7mm kulomety M2HB, dvěma 20mm hlavňovými systémy blízké obrany Mk 15 Phalanx a dvěma raketovými systémy blízké obrany RIM-116 RAM.

## Letadla

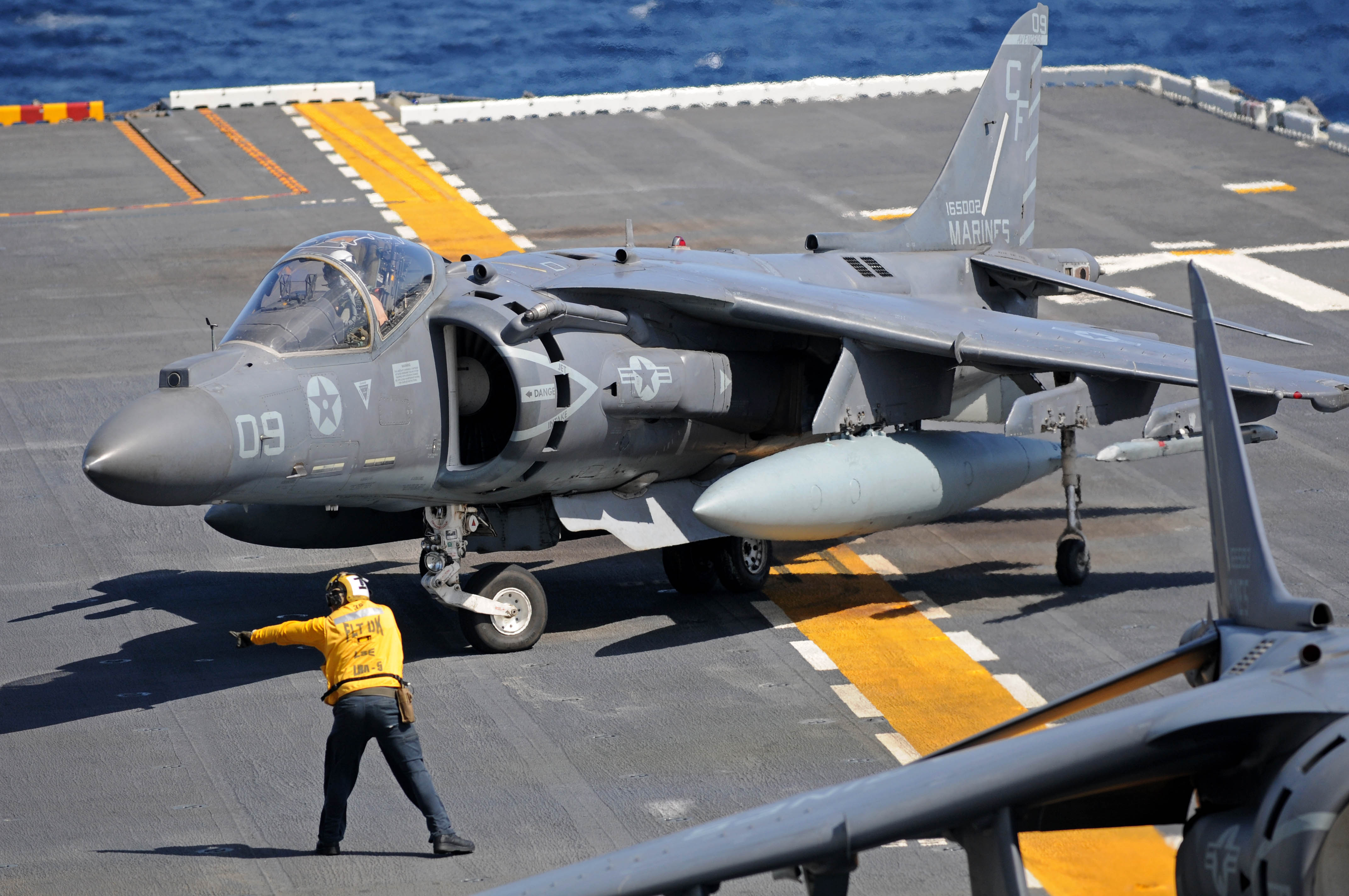
Bitevní letoun AV-8B Harrier II

Peleliu byla vybavena šesti námořními bitevními letouny McDonnell Douglas AV-8B Harrier II. Vrtulníkovou flotilu tvořily čtyři bitevní vrtulníky Bell AH-1Z Viper, dvanáct transportních vrtulníků Boeing Vertol CH-46 Sea Knight, devět těžkých transportních vrtulníků Sikorsky CH-53 Sea Stallion, čtyři užitkové vrtulníky Bell UH-1Y Venom a dva konvertoplány Bell Boeing V-22 Osprey.